# Воинское кладбище № 118 (Сташкувка)
 Памятник культуры Малопольского воеводства: регистрационный номер А-785 от 29 декабря 1995 года.

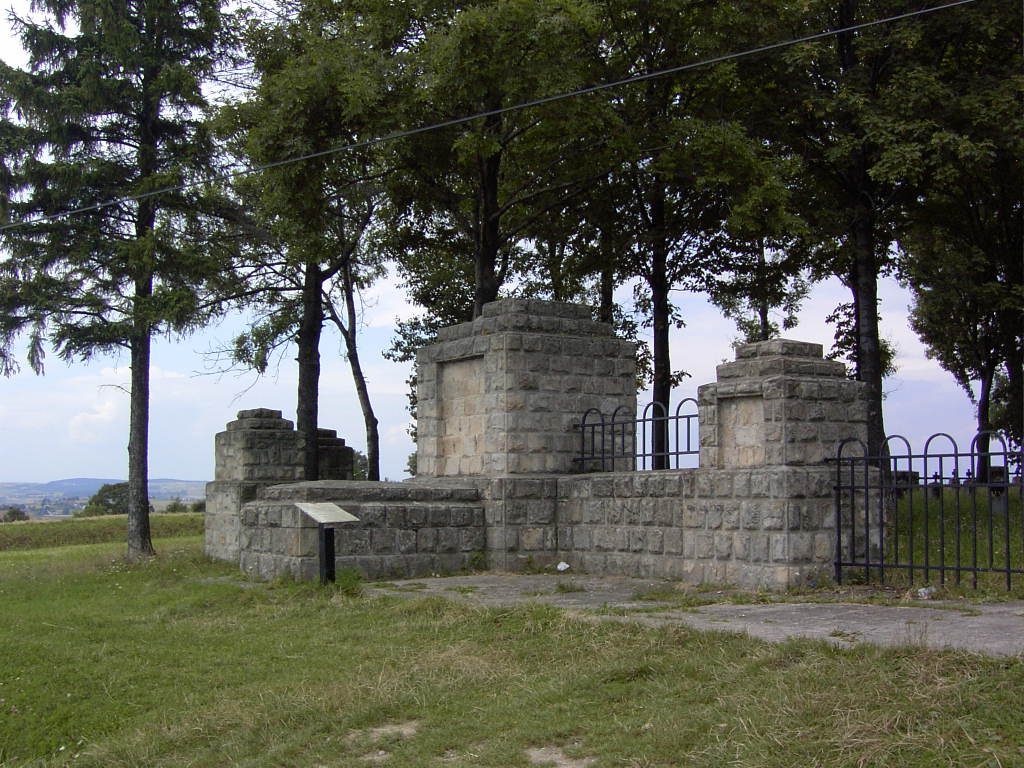
Вход на кладбище

Воинское кладбище № 118 — Сташкувка (пол. Cmentarz wojenny nr 118 – Staszkówka) — воинское кладбище, находящееся в селе Сташкувка, Горлицкий повят, Малопольское воеводство, Польша. Кладбище входит в группу Западногалицийских воинских захоронений времён Первой мировой войны. На кладбище похоронены 780 военнослужащих Австрийской, Германской и Российской армии, которые погибли в 2 мая 1915 года во время Первой мировой войны. Охраняемый памятник Малопольского воеводства.

## История
Кладбище было основано Департаментом воинских захоронений К. и К. военной комендатуры в Кракове в 1915 году. Авторами кладбища был австрийский сержант Антон Мюллер и австрийский архитектор Герман Курт Госеус. На кладбище площадью 118 квадратных метра находятся 48 братских и 209 индивидуальных могил, в которых похоронены 439 германских, 281 австрийских и 43 российских солдат.
29 декабря 1995 года некрополь был внесён в реестр памятников культуры Малопольского воеводства.

## Описание
Могилы некрополя украшены железными крестами, на которых укреплена табличка о национальной принадлежности захороненного солдата. Центральным памятником кладбища является памятник, состоящий из четырёх пилонов, два из которых увенчаны стилизованными мечами. До этого памятника ведёт центральная аллея некрополя.

## Источник
- Oktawian Duda: Cmentarze I wojny światowej w Galicji Zachodniej. Warszawa: Ośrodek Ochrony Zabytkowego Krajobrazu, 1995. ISBN 83-85548-33-5.